# Fresh Yankee
Fresh Yankee, född 1963 på Yankeeland Farm i Frederick, Maryland, död 9 augusti 1991 på Hempt Farms i Mechanicsburg, Pennsylvania, var en amerikansk varmblodig travhäst. Hon tränades och kördes av Joe O'Brien. Hon köptes för 900 dollar på en hästauktion i Harrisburg av kanadensaren Duncan MacDonald.
Fresh Yankee tävlade åren 1965–1972 och räknas som ett av de bästa tävlingsstona genom tiderna. Hon sprang in 1,3 miljoner dollar på 191 starter varav 89 segrar, 44 andraplatser och 24 tredjeplatser. Hon tog karriärens största segrar i American Trotting Classic (1969, 1971), Elitloppet (1969) och International Trot (1970). När hon avslutade karriären 1972 gjorde hon detta som den näst vinstrikaste travhästen genom tiderna. Endast den franska stjärnan Une de Mai hade sprungit in mer pengar.
Hon utsågs till American Harness Horse of the Year i Nordamerika 1970. Åren 1969, 1970, 1971 och 1972 utsågs hon även till "Årets Sto". Efter karriären blev hon invald i travsportens Hall of Fame i både USA och Kanada.
Sedan 2015 körs loppet Fresh Yankee Mare Trot varje år under samma tävlingsdag som Hambletonian Stakes på Meadowlands Racetrack till minne av henne. I den första upplagan segrade D'One och kusken Örjan Kihlström.